# Swann Nambotin
Swann Nambotin, né en 2002, est un acteur français. Il est connu pour son rôle de Victor dans Les Revenants, série télévisée de Fabrice Gobert.

## Biographie
Swann Nambotin est originaire de la ville de Revonnas, dans le département de l'Ain en région Rhône-Alpes. C'est en passant un casting pour le film La Guerre des boutons qu'il a été repéré, et amené à jouer le personnage du petit Victor, un enfant revenu d'entre les morts et doué de pouvoirs surnaturels, dans la série télévisée Les Revenants en 2012. Victor est le frère de Paul joué par Martin de Myttenaere.[réf. souhaitée]
Stephen King, le célèbre romancier à suspense, a dévoilé sur Twitter qu’il était un véritable fan de la série française Les Revenants. En 140 caractères, il a ainsi indiqué : « Je regarde Les Revenants. Terrifiant et sexy. C’est drôle de voir une série télé étrangère qui n’a pas été américanisée. Cet enfant, Victor, me fait faire des cauchemars ! »
Swann, alias Victor, dit n'avoir pas ressenti l'aspect angoissant de son personnage durant le tournage, et découvert seulement l'ambiance de la série aux projections en avant-première.

## Filmographie
- 2012 : Les Revenants de Fabrice Gobert : Victor
- 2014 : Bon rétablissement de Jean Becker[2]
- 2015 : Les Revenants, saison 2 : Victor/Louis
- 2016 : Clip musical L'Homme en Rouge, de Michel Polnareff, réalisé par Yann Orhan[3].